# Killing Me
"Killing Me" é o vigésimo sexto single da banda japonesa L'Arc~en~Ciel, lançado em 13 de janeiro de 2005. O single chamou atenção por sua colaboração com Sayaka Aoki na b-side "Round and Round 2005", a segunda música do grupo alter ego P'unk~en~Ciel. A canção foi usada no programa de televisão da emissora japonesa ANB Mattew's Best Hit TV.
Estreou em primeiro lugar na parada Oricon Singles Chart, mantendo-se na parada por doze semanase foi certificado disco de ouro pela RIAJ por ter vendido mais de 100 mil cópias.

## Faixas
Todas as faixas escritas e compostas por Hyde. 
| N.º            | Título                                           | Música         | Duração |  |
| 1.             | "Killing Me"                                     |                | 4:01    |  |
| 2.             | "Round and Round 2005" (Punk~en~Ciel)            |                | 3:36    |  |
| 3.             | "Round and Round 2005" (feat. P'unk Aoki)        |                | 3:35    |  |
| 4.             | "Killing Me" (Hydeless version)                  |                | 4:02    |  |
| 5.             | "Round and Round 2005" (Tetsu P'unkless version) |                | 3:36    |  |
| Duração total: | Duração total:                                   | Duração total: | 18:51   |  |

## Desempenho
| Parada (2005) | Melhor posição |
| ------------- | -------------- |
| Oricon        | #1             |

## Ficha técnica
- Hyde – vocais
- Ken – guitarra
- Tetsu – baixo
- Yukihiro – bateria